# Głos Pogranicza
Głos Pogranicza – polski tygodnik przeznaczony dla Ziemi Krajeńskiej, Wielkopolski i Kaszub, redagowany i drukowany w Olsztynie ukazujący się w latach 1929–1932. 

## Historia
Pierwszy numer "Głosu Pogranicza" ukazał się 23 października 1929 jako dodatek do sobotniej "Gazety Olsztyńskiej" (z podtytułem: Dodatek do Gazety Olsztyńskiej Głos Pogranicza – Krajna – Poznańskie – Pomorze). W pierwszym numerze zamieszczono słowo wstępne ks. Domańskiego (dyrektora V Dzielnicy) ZPwN). 
Redakcja mieściła się w Złotowie przy ul. Szkolnej 18, a redaktorem naczelnym pisma został Wacław Jankowski, w rzeczywistości jednak artykuły pisane były przez pracowników polskiego konsulatu w Pile (głównie Stanisława Szydłowskiego, ale też konsula Szwarcenberga-Czernego). Co tydzień materiały z Pogranicza dostarczano na Warmię, gdzie podlegały redakcji i wydrukowaniu w siedzibie "Gazety Olsztyńskiej", a w sobotę pismo było w sprzedaży na terenie rejencji pilskiej. Artykuły w zasadzie nie były podpisywane imieniem i nazwiskiem, a jedynie inicjałami lub pseudonimem. 
Nakład gazety w pierwszych miesiącach wynosił ok. 800 egzemplarzy. Najlepiej sprzedawała się na terenach Wielkopolski, najsłabiej na Kaszubach (Lębork i Bytów). 
Początkowo pismo miało dwie strony objętości, później przy specjalnych okazjach ich liczba została zwiększona do czterech. Ze względu na szczupłość środków finansowych i brak własnej redakcji gazeta charakteryzowała się ubogą szatą graficzną. 
"Głos Pogranicza" zamieszczał felietony, wiadomości i komentarze do nich, jak również polemiki z lokalną i ogólnokrajową prasą niemiecką. Sporą część gazety zajmowały sprawozdania z życia lokalnej Polonii. 
W 1933 gazetę zastąpiono dziennikiem Głos Pogranicza i Kaszub. 